# Języki austronezyjskie
Języki austronezyjskie – rodzina języków, którymi posługuje się ok. 350 mln rdzennych mieszkańców wysp Oceanii i Azji Południowo-Wschodniej, Tajwanu oraz Madagaskaru.
Języki austronezyjskie są używane na Tajwanie, na Madagaskarze, na Filipinach, w Malezji, Singapurze, Timorze Wschodnim i Indonezji (przy czym na Nowej Gwinei oraz na wyspach Halmahera, Timor, Alor i Pantar występują liczne języki papuaskie) oraz w niektórych regionach Wietnamu i Kambodży. Przedstawicielami rodziny austronezyjskiej posługują się także niektóre grupy mieszkańców Papui-Nowej Gwinei (przede wszystkim na obszarach nadbrzeżnych, a także na wyspach Nowa Brytania i Nowa Irlandia). Języki austronezyjskie są rozprzestrzenione również w innych zakątkach Melanezji (od Wysp Salomona i Vanuatu aż po Nową Kaledonię i Fidżi) oraz w całej Polinezji i Mikronezji. Dodatkowo austronezyjski język tsat jest używany w prowincji Hajnan w południowych Chinach, a moken to rodzimy język społeczności zamieszkującej archipelag Mergui w granicach Mjanmy. Za ojczyznę języków austronezyjskich uważany jest Tajwan, przy czym dziś obszar użycia rodzimych języków tajwańskich ogranicza się w dużej mierze do górzystego wnętrza wyspy.
Do najbardziej istotnych (pod względem liczby użytkowników, roli politycznej czy tradycji literackich) języków austronezyjskich należą: malajski (indonezyjski i malezyjski), tagalski (filipiński), malgaski z Madagaskaru oraz regionalne języki Indonezji: jawajski i sundajski. Rodzina austronezyjska szacunkowo obejmuje ponad 1250 języków i jest drugą rodziną językową pod względem liczebności języków (po nigero-kongijskiej). Ma najbardziej rozległy zasięg geograficzny spośród rodzin językowych świata (poza indoeuropejską). Języki wschodniej Indonezji, Papui-Nowej Gwinei i Timoru Wschodniego, które nie zostały sklasyfikowane jako austronezyjskie, określa się mianem papuaskich (nieaustronezyjskich).
Dawniej rodzinę austronezyjską określano mianem malajsko-polinezyjskiej, wskazując na najdalszych poznanych jej przedstawicieli, tj. język malajski na zachodzie oraz języki polinezyjskie na wschodzie. Później stwierdzono pokrewieństwo przynależących do niej języków z językami tajwańskimi. Termin „austronezyjski” został wprowadzony w 1899 r. przez Wilhelma Schmidta i zdołał się zadomowić w terminologii językoznawczej. Współcześnie pod pojęciem języków malajsko-polinezyjskich rozumie się raczej największą gałąź rodziny austronezyjskiej.
Zrekonstruowano słownictwo praaustronezyjskie.

## Klasyfikacja języków austronezyjskich
Według serwisu Ethnologue rodzina języków austronezyjskich dzieli się na następujące grupy:
- atajalskie
- bunuńskie
- wschodniotajwańskie (wschodnioformozańskie)

centralne
północne
południowo-zachodnie
- północno-zachodniotajwańskie (północno-zachodnioformozańskie)
- paiwańskie
- puyuma
- rukai
- tsou
- języki Zachodnich Równin (Western Plains)
- języki malajsko-polinezyjskie.

Języki należące do wszystkich powyższych grup, z wyjątkiem malajsko-polinezyjskich, używane są jedynie na Tajwanie. Z tego względu często określa się je zbiorczą nazwą „języki tajwańskie”, chociaż są one między sobą bardziej zróżnicowane, niż ponad tysiąc języków należących do grupy malajsko-polinezyjskiej, używanych na ogromnych obszarach Oceanu Spokojnego i Indyjskiego. To większe zróżnicowanie wśród języków tajwańskich niż pomiędzy resztą języków austronezyjskich sugeruje pochodzenie całej rodziny języków właśnie z Tajwanu.

## Porównanie słownictwa
Tabelka porównująca 12 popularnych słów 14 języków austronezyjskich (11 z Filipin, 2 z Malezji/Indonezji, 1 z Hawajów).
|           | jeden   | dwa    | trzy   | cztery  | osoba  | dom         | pies   | kokos        | dzień | nowy  | my          | co      | ogień |
| --------- | ------- | ------ | ------ | ------- | ------ | ----------- | ------ | ------------ | ----- | ----- | ----------- | ------- | ----- |
| tagalog   | isa     | dalawa | tatlo  | apat    | tao    | bahay       | aso    | niyog        | araw  | bago  | tayo        | ano     | apóy  |
| bikolski  | saro    | duwa   | tulo   | apat    | tawo   | harong      | ayam   | niyog        | aldaw | ba-go | kita        | ano     |       |
| cebuański | usa     | duha   | tulo   | upat    | tawo   | balay       | iro    | lubi         | adlaw | bag-o | kita        | unsa    |       |
| warajski  | usa     | duha   | tulo   | upat    | tawo   | balay       | ayam   | lubi         | adlaw | bag-o | kita        | ano     |       |
| tausug    | hambuuk | duwa   | tu     | upat    | tau    | bay         | iru’   | niyug        | adlaw | ba-gu | kitaniyu    | unu     |       |
| kinaray-a | sara    | darwa  | tatlo  | apat    | taho   | balay       | ayam   | niyog        | adlaw | bag-o | kita, taten | ano     |       |
| pampango  | metung  | adwa   | atlu   | apat    | tau    | bale        | asu    | ngungut      | aldo  | bayu  | ikatamu     | nanu    |       |
| pangasino | sakey   | duara  | talora | apatira | too    | abong       | aso    | niyog        | agew  | balo  | sikatayo    | anto    |       |
| iloko     | maysa   | dua    | tallo  | uppat   | tao    | balay       | aso    | niog         | aldaw | baro  | datayo      | ania    |       |
| ivatan    | asa     | dadowa | tatdo  | apat    | tao    | vahay       | chito  | niyoy        | araw  | va-yo | yaten       | ango    |       |
| ibanag    | tadday  | dua    | tallu  | appa’   | tolay  | balay       | kitu   | niuk         | aggaw | bagu  | sittam      | anni    |       |
| gaddang   | antet   | addwa  | tallo  | appat   | tolay  | balay       | atu    | ayog         | aw    | bawu  | ikkanetem   | sanenay |       |
| tboli     | sotu    | lewu   | tlu    | fat     | tau    | gunu        | ohu    | lefo         | kdaw  | lomi  | tekuy       | tedu    |       |
| malajski  | satu    | dua    | tiga   | empat   | orang  | rumah/balai | anjing | kelapa/nyiur | hari  | baru  | kita        | apa/anu | api   |
| jawajski  | siji    | loro   | telu   | papat   | wong   | omah/bale   | asu    | klopo        | dino  | anyar | kito        | opo/anu | api   |
| hawajski  | ʻekahi  | ʻelua  | ʻekolu | ʻehā    | kanaka | hale        | ʻīlio  | niu          | ao    | hou   | kākou       | aha     | ahi   |